# Голов, Сергей Александрович
Серге́й Алекса́ндрович Го́лов (род. 1941) — советский и российский деятель спецслужб, офицер ГСН «Альфа» и ГСН «Гром» КГБ СССР, начальник Курсов усовершенствования офицерского состава КГБ СССР (1983—1993), участник штурма дворца Амина.

## Биография
Родился 8 июля 1941 года в семье командира пограничных войск НКВД. С 1969 года, после окончания медицинского института, института физкультуры и Высшей школы КГБ СССР им. Ф. Э. Дзержинского, служил в органах госбезопасности, мастер спорта по борьбе самбо и кандидат в мастера спорта по туризму.
С 1974 по 1983 год служил в группе специального назначения «Альфа» КГБ СССР, был зачислен вторым после Р. П. Ивона и в числе трёх первых сотрудников образованной группы. В группу «А» попал по личной рекомендации первого заместителя председателя КГБ СССР С. К. Цвигуна, которого лечил в Центральной поликлинике КГБ, будучи инструктором отделении врачебного контроля и лечебной физкультуры. Участвовал во многих контртеррористических операциях группы, в том числе и 28 марта 1979 года при ликвидации террориста Юрия Власенко, захватившего консульский отдел посольства США. 
С 23 декабря 1979 года участвовал в боевых действиях в Афганистане, как командир подгруппы группы специального назначения «Гром» участвовал в штурме дворца Амина (спецоперация «Шторм 333»), получил одно пулевое и семь осколочных ранений.
За героизм в этой операции был представлен к званию Героя Советского Союза, но был награждён орденом Ленина. В дальнейшем продолжил службу в ГСН «Альфа» командиром отделения.
С 1983 по 1993 год — начальник Курсов усовершенствования офицерского состава КГБ СССР (КУОС КГБ СССР).
Выйдя в 1993 году в отставку, был главой службы безопасности предприятия «Российская электроника».

## Награды
- Орден Ленина
- Орден Красного Знамени
- Почётный сотрудник госбезопасности
- Медали

## Труды
- Голов С. А., Воронов В. Ю., Плешкунов Б. А., Ютов В. И. ОСНАЗ. От Бригады особого назначения к "Вымпелу". 1941-1981 гг.. — М.: Олма-Пресс, 2001. — 240 с. — ISBN 5-224-03157-5.